# Síndrome de Gleich
Síndrome de Gleich é uma doença rara na qual o corpo humano fica inchado episodicamente por intermédio de angioedemas, associados aos anticorpos do tipo IgM e ao crescimento aparente de granulócitos eosinófilos.
Descrito pela primeira vez em 1984, tem causa desconhecida, mas não está relacionada à Síndrome de extravasamento capilar sistêmico ou à síndrome de eosinofilia-mialgia. Alguns estudos mostraram que os ataques de edema estão relacionados à exocitose, enquanto outros demonstraram anticorpos contra o endotélio.. O tratamento pode ser feito por meio de esteroides.